# Berliște
Berliște is een Roemeense gemeente in het district Caraș-Severin.
Berliște telt 1178 inwoners.